# Ammonium quaternaire

Ammonium quaternaire. Les groupes R peuvent être les mêmes ou différents groupes alkyle ou aryle.

Les ammoniums quaternaires sont des cations polyatomiques de structure générale NR4+. Leur structure contient au moins une chaîne hydrocarbonée hydrophobe liée à un atome d'azote chargé positivement, et d'autres groupes  alkyle qui sont pour la plupart des substituants à chaîne courte tels que des groupes méthyle ou benzyle. Contrairement aux ions ammonium (NH4+) et aux cations ammonium primaires, secondaires ou tertiaires, les ammoniums quaternaires sont chargés de façon permanente, indépendamment du pH de leur solution. Les sels d'ammonium quaternaires ou composés ammonium quaternaires (aussi appelés amines quaternaires dans le jargon pétrolier) sont des sels de cations ammonium quaternaires avec un anion.
Actuellement, les composés d'ammonium quaternaire (CAQ) sont la principale classe de tensioactifs cationiques utilisés comme ingrédients dans des produits assouplissants, des agents antistatiques, des désinfectants, des biocides, détergents, agents de transfert de phase et de nombreux produits de soins personnels, tels que les produits de soins capillaires (Ding et Tsai, 2003 ; Lara-Martin et al., 2010 ; Tsai et Ding 2004). Les trois CAQ les plus fréquemment détectés dans les environnements naturels sont les composés de diméthyle dialkyle ammonium (DADMAC) (ayant des longueurs de chaîne alkyle de C8 à C18), de triméthyle alkyle ammonium (ATMAC) (C12-C18) et d'alkyle diméthyl benzyle ammonium (ADBAC) (C12-C18)

## Synthèse
Les sels d'ammonium quaternaires sont préparés par alkylation d'amines, dans un processus appelé quaternisation. En général, un des groupes alkyle de l'amine est plus grand que les autres. Une synthèse typique pour le chlorure de benzalkonium est la réaction entre une alkyldiméthylamine à chaîne longue et le chlorure de benzyle :
CH3(CH2)nN(CH3)2 + ClCH2C6H5 → [CH3(CH2)nN(CH3)2CH2C6H5]+Cl−.

## Réactivité
Les sels d'ammonium quaternaires ne sont en général pas très réactifs. Ils peuvent cependant subir le réarrangement de Sommelet-Hauser et le réarrangement de Stevens, ainsi que subir une désalkylation dans des conditions dures. Les cations ammonium quaternaires peuvent aussi subir une élimination de Hofmann en cas de présence d'hydrogènes en bêta de l'azote.

## Applications
Les sels d'ammonium quaternaires sont utilisés comme désinfectants, tensioactifs, adoucissants et agents antistatiques (par exemple dans les shampooings). Dans les adoucissants liquides, on utilise souvent des chlorures d'ammonium. Dans les bandes antistatiques utilisées dans les sèche-linges, on utilise plutôt des sulfates d'ammonium. Les gels spermicides contiennent aussi des sels d'ammonium quaternaires.

### Antimicrobiens
Les composés d'ammoniums quaternaires ont également une activité antimicrobienne. Certains, spécialement ceux à longue chaîne alkyle, sont utilisés comme antimicrobiens et désinfectants. On peut notamment citer le chlorure de benzalkonium, le chlorure de benzéthonium, le chlorure de méthylbenzéthonium, le chlorure de cétalkonium, le chlorure de cétylpyridinium, le cétrimonium, le cétrimide, le chlorure de dofanium, le bromure de tétraéthylammonium, le chlorure de didécyldiméthylammonium et le bromure de domiphène. Ils sont aussi efficaces contre les champignons, les amibes et les virus enveloppés en provoquant la rupture de la membrane cellulaire[réf. nécessaire]. Les ammoniums quaternaires sont létaux pour une grande variété d'organismes, à l'exception des endospores, Mycobacterium tuberculosis et des virus non-enveloppés[réf. nécessaire].
Contrairement aux composés phénoliques, les ammoniums quaternaires ne sont pas très efficaces en présence de composés organiques. Cependant, ils sont très efficaces en association avec les phénols. Les ammoniums quaternaires sont désactivés par les savons et autres détergents anioniques, ainsi que les fibres de coton. De plus, il n'est pas recommandé de les utiliser dans une eau dure. On estime les niveaux efficaces à 200 ppm. Ils sont efficaces à des températures allant jusqu'à 100 °C.

### Catalyseurs de transfert de phase
En synthèse organique, les sels d'ammonium quaternaires sont utilisés comme catalyseurs de transfert de phase. De tels catalyseurs accélèrent les réactions entre réactifs dissous dans des solvants non miscibles. Le dichlorocarbène, un composé hautement réactif, est produit grâce à ces catalyseurs par réaction entre le chloroforme et l'hydroxyde de sodium.

### Osmolytes
Certains composés d'ammonium quaternaires sont présents dans les osmolytes, en particulier la glycine bétaïne (triméthylglycine), qui stabilise la pression osmotique dans les cellules.

### Retardateurs de croissance
Le Cycocel (chlorure de chlorméquat) réduit la taille des plantes en inhibant la production de gibbérellines, les principales hormones de plantes responsables de l'élongation des cellules. Ainsi, leurs effets se produisent avant tout sur les tissus de la tige, du pétiole et du pédoncule. À moindre niveau, il agit aussi sur l'expansion des feuilles, ce qui entraîne des feuilles plus épaisses avec une couleur verte plus foncée.

## Toxicité et risques liés aux CAQ
Les CAQ sont toxiques pour les organismes aquatiques tels que les poissons, les algues et les protozoaires en plus d'un grand nombre de micro-organismes ,,,